# 德意志联邦共和国纪念币列表
这是一个由德意志联邦共和国发行的纪念币的列表。对于普通的硬币，请参见德国马克与德国的欧元硬币。这些在2002年之前发行的硬币以德国马克标明面值，此后则以欧元作为货币单位。

## 20世纪50年代到60年代
- 纪念位于纽伦堡的日耳曼国家博物馆100周年。面值5马克，银质，1952年发行。
- 纪念弗里德里希·席勒诞辰150周年。面值5马克，银质，1955年发行。
- 纪念路德维希·威廉诞辰300周年。面值5马克，银质，1955年发行。
- 纪念约瑟夫·冯·艾兴多尔夫逝世100周年。面值5马克，银质，1957年发行。
- 纪念约翰·戈特利布·费希特逝世150周年。面值5马克，银质，1964年发行。
- 纪念戈特弗里德·莱布尼茨逝世250周年。面值5马克，银质，1966年发行。
- 纪念威廉与亚历山大·冯·洪堡诞辰200周年。面值5马克，银质，1967年发行。
- 纪念弗里德里希·威廉·莱弗森诞辰150周年。面值5马克，银质，1968年发行。
- 纪念约翰内斯·谷登堡逝世500周年。面值5马克，银质，1968年发行。
- 纪念马克斯·冯·佩滕科弗诞辰150周年。面值5马克，银质，1968年发行。
- 纪念台奥多尔·冯塔纳诞辰150周年。面值5马克，银质，1969年发行。
- 纪念杰拉杜斯·麦卡托逝世275周年。面值5马克，银质，1969年发行。

## 20世纪70年代
- 纪念路德维希·范·贝多芬诞辰200周年。面值5马克，银质，1970年发行。
- 纪念德意志帝国建立100周年。面值5马克，银质，1971年发行。
- 纪念阿尔布雷希特·丢勒诞辰500周年。面值5马克，银质，1971年发行。
- 纪念慕尼黑举办1972年夏季奥林匹克运动会。 面值10马克，银质，1972年发行。共6个主题：运动员、火焰、“在德国”、“在慕尼黑”、饰带、体育场。
- 纪念尼古拉·哥白尼诞辰500年。面值5马克，银质，1973年发行。
- 纪念法兰克福国民议会125周年。面值5马克，银质，1973年发行。
- 纪念德国基本法通过25周年。面值5马克，银质，1974年发行。
- 纪念伊曼努尔·康德诞辰250周年。面值5马克，银质，1974年发行。
- 纪念弗里德里希·艾伯特逝世50周年。面值5马克，银质，1975年发行。
- 纪念艾伯特·史怀哲诞辰100周年。面值5马克，银质，1975年发行。
- 欧洲古迹保护年。面值5马克，银质，1975年发行。
- 纪念汉斯·雅各布·克里斯托夫·冯·格里美豪森逝世300周年。面值5马克，银质，1976年发行。
- 纪念卡尔·弗里德里希·高斯诞辰200周年。面值5马克，银质，1977年发行。
- 纪念海因里希·冯·克莱斯特诞辰200周年。面值5马克，银质，1977年发行。
- 纪念古斯塔夫·施特雷泽曼诞辰100周年。面值5马克，银质，1978年发行。
- 纪念约翰·巴塔萨·纽曼逝世225周年。面值5马克，银质，1978年发行。
- 纪念德国考古研究所150周年。面值5马克，银质，1979年发行。
- 纪念奥托·哈恩诞辰100周年。面值5马克，铜镍合金, 1979年发行。

## 20世纪80年代
- 纪念瓦尔特‧封‧德尔‧福格威德逝世750周年。面值5马克，铜镍合金，1980年发行。
- 纪念科隆主教座堂建成100周年。面值5马克，铜镍合金，1980年发行。
- 纪念戈特霍尔德·埃夫莱姆·莱辛逝世200周年。面值5马克，铜镍合金，1981年发行。
- 纪念卡尔·冯·施泰因逝世150周年。面值5马克，铜镍合金，1981年发行。
- 联合国环境会议10周年。面值5马克，铜镍合金，1982年发行。
- 纪念约翰·沃尔夫冈·冯·歌德逝世150周年。面值5马克，铜镍合金，1982年发行。
- 纪念卡尔·马克思逝世100周年。面值5马克，铜镍合金，1983年发行。
- 纪念马丁·路德诞辰500周年。面值5马克，铜镍合金，1983年发行。
- 纪念德意志关税同盟签订150周年。面值5马克，铜镍合金，1984年发行。
- 纪念费利克斯·门德尔松·巴托尔迪诞辰175周年。面值5马克，铜镍合金，1984年发行。
- 欧洲音乐年。面值5马克，铜镍合金，1985年发行。
- 德国铁路150周年。面值5马克，铜镍合金，1985年发行。
- 纪念海德堡大学成立600周年。面值5马克，铜镍合金，1986年发行。
- 纪念腓特烈大帝逝世200周年。面值5马克，铜镍合金，1986年发行。
- 纪念柏林建城750周年。面值10马克，银质，1987年发行。
- 纪念罗马条约签订30周年。面值10马克，银质，1987年发行。
- 纪念亚瑟·叔本华诞辰200周年。面值10马克，银质，1988年发行。
- 纪念卡尔·蔡司逝世100周年。面值10马克，银质，1988年发行。
- 纪念德意志联邦共和国建国40周年。面值10马克，银质，1989年发行。
- 纪念波恩2000周年。面值10马克，银质，1989年发行。
- 纪念汉堡港建成800周年。面值10马克，银质，1989年发行。

## 20世纪90年代
- 纪念腓特烈一世逝世800周年。面值10马克，银质，1990年发行。
- 纪念条顿骑士团800周年。面值10马克，银质，1990年发行。
- 纪念勃兰登堡门建成200周年。面值10马克，银质，1991年发行。
- 纪念凯绥·柯勒惠支诞辰125周年。面值10马克，银质，1992年发行。
- 纪念功勋勋章(蓝马克斯勋章)创立150周年。面值10马克，银质，1992年发行。
- 纪念波茨坦建城1000周年。面值10马克，银质，1993年发行。
- 纪念罗伯特·科赫诞辰150周年。面值10马克，银质，1993年发行。
- 7月20日密谋案刺杀希特勒50周年。面值10马克，银质，1994年发行。
- 纪念赫尔德诞辰250周年。面值10马克，银质，1994年发行。
- 德累斯顿圣母教堂重建。面值10马克，银质，1995年发行。
- 纪念威廉·伦琴诞辰150周年与X射线发现100周年。面值10马克，银质，1995年发行。
- 纪念狮子亨利逝世800周年。面值10马克，银质，1995年发行。
- 纪念科尔平协会150周年。面值10马克，银质，1996年发行。
- 纪念菲利普·梅兰希通诞辰500周年。面值10马克，银质，1997年发行。
- 纪念柴油引擎发明100周年。面值10马克，银质，1997年发行。
- 纪念海因里希·海涅诞辰200周年。面值10马克，银质，1997年发行。
- 纪念威斯特伐利亚和约签订350周年。面值10马克，银质，1998年发行。
- 纪念希尔德加德·冯·宾根诞辰900周年。面值10马克，银质，1998年发行。
- 纪念德国马克流通50周年。面值10马克，银质，1998年发行。
- 哈雷修道院成立300周年。面值10马克，银质，1998年发行。
- 纪念德国基本法通过50周年。面值10马克，银质，1999年发行。
- 纪念SOS儿童村50周年。面值10马克，银质，1999年发行。
- 纪念魏玛, 欧洲文化之都和约翰·沃尔夫冈·冯·歌德诞辰250周年。面值10马克，银质，1999年发行。

## 21世纪初的马克纪念币
- 2000年世博会。面值10马克，银质，2000年发行。
- 纪念查理大帝与亚琛主教座堂1200周年。面值10马克，银质，2000年发行。
- 纪念约翰·塞巴斯蒂安·巴赫逝世250周年。面值10马克，银质，2000年发行。
- 纪念两德统一10周年。面值10马克，银质，2000年发行。
- 纪念阿尔伯特·洛尔青诞辰200周年。面值10马克，银质，2001年发行。
- 纪念德国联邦宪法法院50周年。面值10马克，银质，2001年发行。
- 圣凯瑟琳修道院成立750周年与施特拉尔松德海洋博物馆50周年。面值10马克，银质，2001年发行。